# Marie Sallé
Marie Sallé, nascuda a La Rochelle el 17 d'abril de 1709 i morta a París el 27 de juliol de 1756, fou una ballarina i coreògrafa francesa innovadora.

## Biografia
Filla dels ballarins Étienne Sallé i Marie-Alberte Moylin, va fer les primeres passes a la companyia familiar, al Teatre de la Fira de Saint-Laurent de 1718. Alumna de la ballarina Françoise Prévost a l'Academie Royale, l'any 1721 va substituir-la inesperadament, i així va ser com debutà a l'Opéra de París.

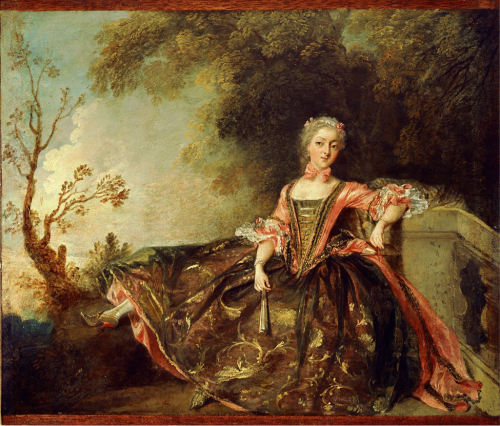
Portrait d'une danseuse (1735), de Nicolas Lancret

Refet l'elenc de l'Opéra de les seves vacants, Marie Sallé va tornar a la Fira, i després va marxar a Londres el 1725 per ballar amb el seu germà François. Tornada a París dos anys més tard, va debutar oficialment a la Reial Acadèmia de Música el 1727, a Les Amours des Dieux, ballet de Fuzelier, amb música de Mouret. Posteriorment la seva carrera es va veure marcada per desacords amb els seus directors, en un moment en què la vida teatral de la ciutat de Londres, mancada del mecenatge estatal i lliurada a la llibertat dels interessos comercials, oferia possibilitats d'innovació i creativitat que Sallé va aprofitar. És la ciutat on tingué més èxit i llibertat. Tornà a l'Òpera de París el 1735, i es va retirar el 1740, però de tant en tant va reaparèixer a l'escenari. Va actuar a les festes de la cort amb motiu del casament del delfí Lluís amb la infanta Marie-Thérèse el 1745, en altres representacions el 1746 i el 1747, i en els espectacles de Fontainebleau el 1752 i 1753. Marie Sallé va morir el 1756 al seu apartament de la rue Saint-Honoré, davant de l'Hôtel de Noailles.

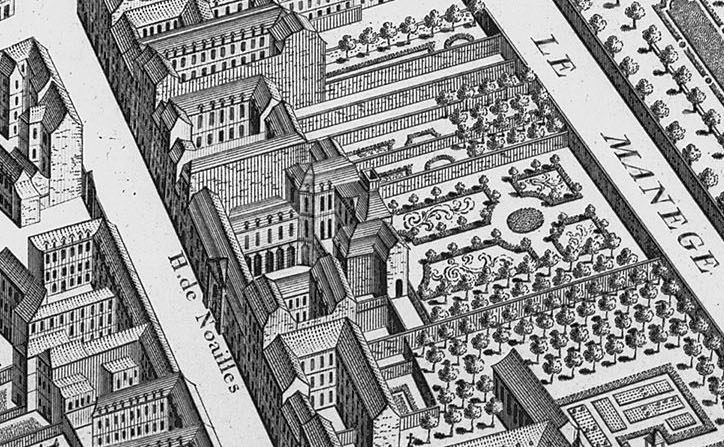
L'Hôtel de Noailles, rue Saint-Honoré, davant del qual Marie Sallé va ocupar un apartament al final de la seva vida. Detall del pla Turgot (1739)

Sobrenomenada «la Vestal», va desenvolupar una dansa expressiva i natural, contrastant amb la de la seva rival Marie-Anne de Camargo, basada en l'habilitat tècnica. A Les Caractères de la danse, l'any 1729, ballà amb Antoine Bandieri de Laval vestida de carrer i sense màscara, revolucionant la pràctica tradicional i anticipant-se, així, a les reformes del seu deixeble Jean-Georges Noverre. A Londres, on va obtenir els seus més grans èxits, va crear al 1734 el solo Les Caractères de l'amour i el ballet Bacus i Ariadna, en què mostrava els seus dots com a actriu tràgica.
Ella és una de les primeres dones coreògrafes», i com a tal creà diverses pantomimes de ballet per a l'òpera: Pigmalió i Bacus i Ariadna (1734), entrées de ballet de Les Indes galantes (1735), L'Europe galante (1736) i Les Fêtes d'Hébé (1739).
Al ballet Pigmalió, estrenat també a Londres aquell 1734, va ballar amb un vestit d'inspiració grega i sense guarniments. En va dir el Mercure de France: «Va atrevir-se a aparèixer sense cistell, sense faldilla, despentinada i sense cap ornament al cap; només anava vestida, sense cotilla ni enagos, amb un senzill vestit de muselina convertit en túnica, i ajustat al model d'una estàtua grega!» També és la ballarina estrella de Terpsichore, un espectacle de dansa de la tradició òpera-ballet francesa i afegit per Georg Friedrich Handel a la seva òpera Il pastor fido, reelaborada el 1734.
Amiga de David Garrick i Georg Friedrich Handel, fou admirada també per Voltaire.